# MTOR

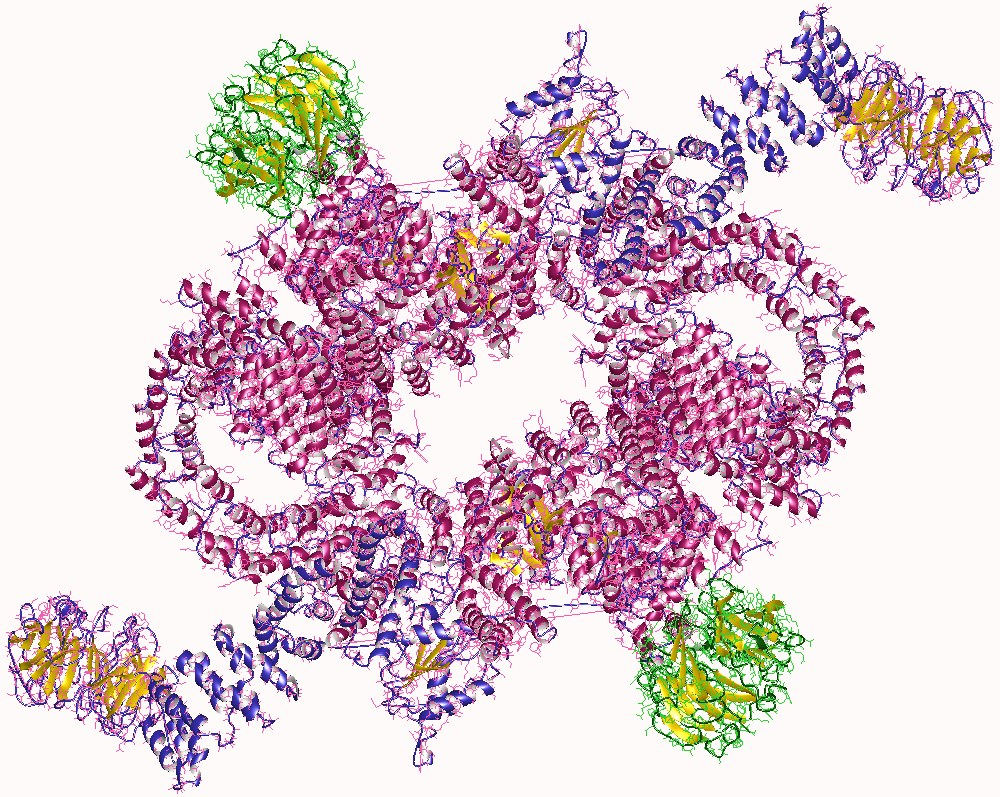
Complexe mTORC1

mTOR (de l'anglais mechanistic target of rapamycin - auparavant mammalian target of rapamycin - en français cible de la rapamycine chez les mammifères) est une enzyme de la famille des sérine/thréonine kinases qui régule la prolifération cellulaire, la croissance cellulaire, la mobilité cellulaire, la survie cellulaire, la biosynthèse des protéines et la transcription,. 
Au niveau pathologique, mTOR est depuis plusieurs années associé à la tumorigénèse mais des rôles de mTOR dans l'obésité, la faim et l'homéostasie énergétique de l'organisme entier ont également été soulignés .  Des mécanismes génétiques de mosaïcisme somatique entraînant une hyperactivation de la voie mTOR ont été identifiés dans la dysplasie corticale focale de type II familiale, induisant des épilepsies pharmacorésistantes. 

## Fonction
Les recherches actuelles indiquent que mTOR intègre les informations de multiples voies de signalisation, incluant l'insuline, les facteurs de croissance (comme l'IGF-1 et l'IGF-2), et les mitogènes. mTOR est également un indicateur de la quantité de nutriment disponible pour la cellule ainsi que du statut énergétique et oxydoréducteur. Les perturbations de la voie de signalisation de mTOR sont à l'origine de plusieurs maladies, en particulier différents types de cancer. La rapamycine est un produit bactérien naturel qui peut inhiber mTOR en s'associant à son récepteur intracellulaire FKBP12,. Le FKBP12-rapamycine complexe se fixe directement sur le domaine FKBP12-Rapamycin Binding (FRB) de mTOR.
mTOR fonctionne comme une sous-unité catalytique et forme dans la cellule deux complexes moléculaires distincts. 

## Complexes

### mTORC1
Le complexe mTOR 1 (mTORC1) est composé de mTOR, de Raptor (une protéine de régulation associée à mTOR), de PRAS40 (proline-rich Akt substrate of 40kDa), de Deptor (DEP domain-containing mTOR-interacting protein) et d'une protéine apparentée à la sous-unité β du complexe protéine G/LST8 (mLST8/GβL),. Ce complexe fonctionne comme l'intégrateur des signaux de disponibilité des nutriments/d'énergie/potentiel redox et contrôle la biosynthèse des protéines, .
Ce mécanisme général de régulation de la traduction passe par la phosphorylation par mTORC1 d'une protéine appelée 4EBP (eIF4E binding protein), qui est un inhibiteur du facteur d'initiation eIF4E. Le niveau général de traduction des ARN messagers dans la cellule est ainsi contrôlé par la disponibilité de ce facteur.
L'activité de ce complexe est stimulé par l'insuline, les facteurs de croissance, le sérum, l'acide phosphatidique,, les acides aminés, en particulier la leucine. Le stress oxydatif et la déprivation énergétique (ratio ATP/ADP faible) régulent négativement l'activité de mTOR.

### mTORC2
Le complexe mTOR  2 (mTORC2) est composé de mTOR, de la protéine associée à mTOR qui est dite insensible à la rapamycine (Rictor), de GβL, et de la protéine kinase activée par le stress (mSIN1),. mTORC2 est un régulateur essentiel du cytosquelette par son effet de stimulation des fibres de F-actine, paxilline, RhoA, Rac1, Cdc42, et la protéine kinase C α (PKCα). Cependant, de façon inattendue mTORC2 possède des fonctions similaires à "PDK2."  mTORC2 phosphoryle la serine/threonine protein kinase Akt/PKB sur la sérine 473, stimulant la  phosphorylation d'Akt sur la threonine 308 par PDK1 et conduit à l'activation d'Akt,.

## Inhibiteurs de mTOR comme médicaments
La rapamycine est aussi souvent rencontrée sous le nom de sirolimus qui est utilisé, avec d'autres inhibiteurs de mTOR, dans la prévention du rejet de greffe après transplantation. Le temsirolimus (Torisel), autre inhibiteur de mTOR, est maintenant autorisé dans le cancer du rein. Des essais sont en cours, dans différents types de cancers et de leucémies avec le temsirolimus et l'évérolimus (Afinitor).